# Ресора

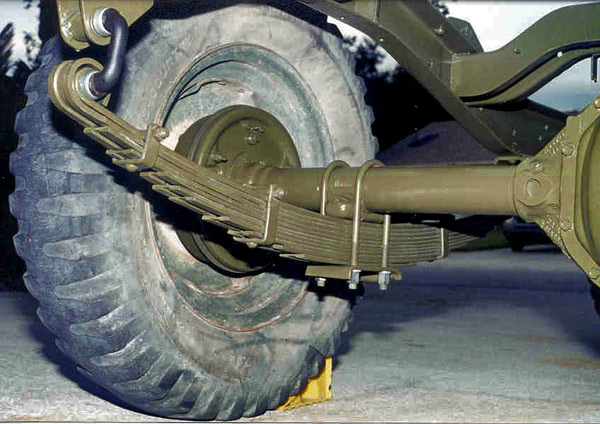
Листова напівеліптична ресора

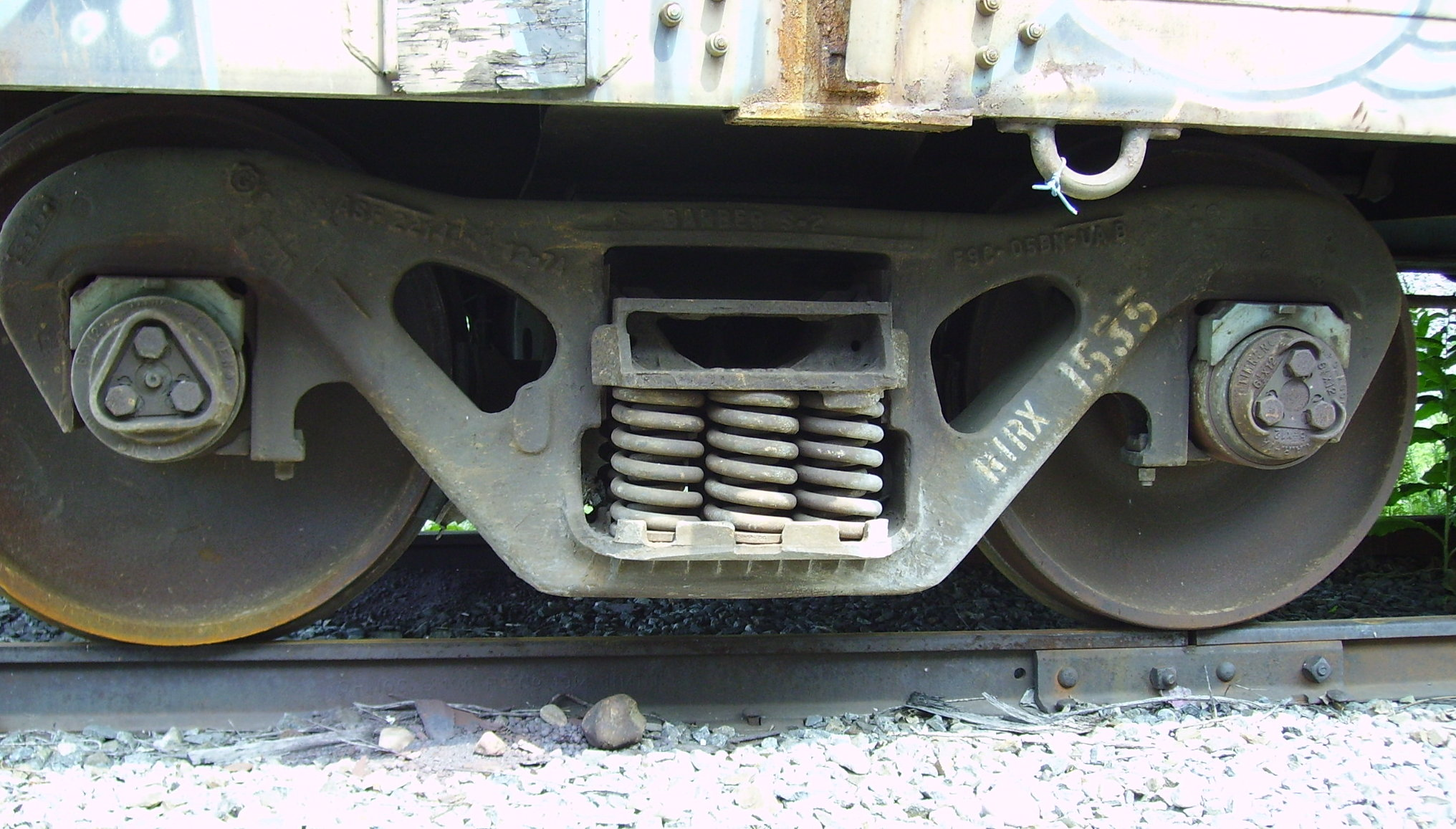
Пружинна ресора

Ресо́ра (фр. ressort — «пружина») — пружна частина (деталь) підвіски між віссю і кузовом вагона, машини тощо, призначена для пом'якшення ударів під час їзди.

## Види ресор
Листова ресора
Листова ресора — це пакет листів різної довжини, що виготовлені з загартованої сталі та скріплені хомутами. У найбільш розповсюдженому варіанті ресорної підвіски середня частина пакету закріплена на ходовій частині машини та спирається на неї, а кінці закріплені на кузові за допомогою рухомих з'єднань. Листова ресора працює на вигин як гнучка балка. Останнім часом простежується тенденція до переходу від багатолистових до малолистових ресор, іноді навіть виготовлених з неметалевих матеріалів (композитів) для зменшення загальної ваги.
Перевага багатолистових ресор це поєднання в них як функції гнучкого елементу (пружини), так і демпфера, що поглинає рухи підвіски. Остання функція здійснюється завдяки взаємному тертю листів ресори.
У підвісках сучасних легкових автомобілів ресорна підвіска майже не застосовується, через те, що завдяки своїй гнучкості вони допускають неконтрольоване поздовжнє зміщення мосту, що приєднаний до них — відносно невелике, але достатнє для порушення керованості на швидкостях. Частково питання можна вирішити введенням у підвіску реактивних тяг, однак найбажаніша підвіска — це підвіска з жорстко заданою геометрією, така як пружинна або торсіонна. Єдиний випадок застосування ресор у сучасних легкових автомобілях, це, наприклад, у підвісках автомобілів Chevrolet Corvette та деяких моделях Volvo, пов'язаний з їхнім застосуванням як виключно пружного елементу. У той же час геометрію підвіски на таких автомобілях задають важелі, аналогічні до таких, що застосовуються в пружинній підвісці.

## Типи ресорних підвісок автомобілів
- з поперечних розташуванням ресор (приклад — обидві підвіски Ford T та Ford A)
- з діагональним розташуванням ресор (приклад — задня підвіска «Татра» Т77, Т87)
- з повздовжнім розташуванням ресор (приклад — задній міст ГАЗ-21)